# Excuse My French
Excuse My French è il primo album in studio del rapper statunitense French Montana, pubblicato nel 2013.

## Tracce
1. Once in a While (featuring Max B) – 4:47
2. Trap House (featuring Birdman & Rick Ross) – 4:24
3. Ain't Worried About Nothin' – 3:32
4. Paranoid (featuring C.A.S.H.) – 4:27
5. When I Want – 3:38
6. Fuck What Happens Tonight (featuring DJ Khaled, Mavado, Ace Hood, Snoop Dogg & Scarface) – 5:27
7. Gifted (featuring The Weeknd) – 4:08
8. Ballin' Out (featuring Jeremih & Diddy) – 4:25
9. I Told Em – 4:22
10. Pop That (featuring Drake, Rick Ross & Lil Wayne) – 5:03
11. Freaks (featuring Nicki Minaj) – 3:02
12. We Go Wherever We Want (featuring Ne-Yo & Raekwon) – 4:17
13. Bust It Open – 3:27

## Classifiche
| Classifica (2013) | Posizione massima |
| ----------------- | ----------------- |
| Canada            | 11                |
| Regno Unito       | 78                |
| Stati Uniti       | 4                 |